# Impuesto sobre los Ingresos Brutos
El Impuesto sobre los Ingresos Brutos (IIBB) es un tributo que aplican todas las provincias argentinas y la ciudad de Buenos Aires sobre los ingresos obtenidos por las empresas involucradas en actividades comerciales, industriales, agrícolas, financieras o profesionales. Su alícuota depende del distrito y de la industria, yendo desde el 1,5 al 5%.

## Historia
Fue impulsado en las provincias a partir de 1977, en el marco de una reforma tributaria por la que se creó el Impuesto al Valor Agregado (IVA) que reemplazó al anterior impuesto provincial a las actividades comerciales.
En 1993 se firmó el segundo Pacto Federal, por el cual las provincias se comprometían frente al gobierno nacional a eliminar el impuesto a los ingresos brutos. Sin embargo nunca llegó a aplicarse.
En 2017, mediante el Pacto Fiscal impulsado por el gobierno de Mauricio Macri se consensuó con las provincias una rebaja del impuesto a la largo de cinco años. Tras la asunción de Alberto Fernández el pacto fue suspendido por un año.

## Características
Se trata de un impuesto provincial, que se rige por el Código Fiscal y las leyes impositivas de cada distrito. Si la persona física o jurídica desarrolla su actividad solo en una jurisdicción, debe inscribirse como contribuyente local. En los casos en que las actividades abarcan a diferentes distritos, existen convenios multilaterales entre las provincias para evitar la discusión sobre un mismo hecho imponible.
Ingresos Brutos es considerado un "impuesto distorsivo" dado que no permite descontar los gastos en servicios o insumos utilizados para producir el bien, como sucede en el Impuesto al Valor Agregado (IVA). De esta manera se produce una "cascada" de impuestos que perjudica especialmente a los productos complejos.